# Dana Hill
Dana Hill, född Dana Lynne Goetz 6 maj 1964 i Encino, Kalifornien, död 15 juli 1996 i Burbank, Kalifornien, var en amerikansk skådespelare och röstskådespelare. Tio år gammal satte hon flera rekord i löpning men fick ge upp sin friidrottskarriär, då hon senare i denna ålder blev diagnostiserad med typ 1-diabetes. Istället började hon skådespela, och hennes första insats framför kameran var i TV-serien Mork och Mindy, där hon medverkade i ett avsnitt 1978.
1982 vann Hill priset Young Artist Award i kategorin "Best Young Actress in a Television Special" för filmen Fallen Angel. Hill har i övrigt bland annat spelat Audrey Griswold, dottern i familjen, i Ett päron till farsa på semester i Europa (1985). Hon fick ofta spela barnroller som vuxen på grund av sin korta längd (150 cm). Hennes sjukdom medförde att hon tidigt slutade växa. Den resulterade även i att hon 1986 gick över till att bli röstskådespelare. 
Hills sjukdom accelererade efter hand. I maj 1996 hamnade hon i diabeteskoma, och månaden efter drabbades hon av en förlamande massiv stroke, vilken ändade hennes liv.